# تكامل سطح
التكامل السطحي في علم الرياضيات هو تكامل محدود مأخوذ على سطح جسم، يمكن النظر اليه كتكامل ثنائي تماثلي للتكامل الخطي.
للتكامل الخطي تطبيقات عدة خاصة في مجال الكهرومغناطيسيات.

تعريف التكامل السطحي يعتمد على تقسيم السطح لأجزاء متناهية في الصغر.

مثال توضيحي لعنصر سطحي مفرد. تكون العناصر متناهير في الصغر بحيث يمكن تقريبه كسطح.

## التكامل السطحي للمجالات القياسية
لنعتبر السطح S والذي عليه يعرف عليه مجال قياسي f. لو تخيلنا السطح S قد صنع من مادة ما، ولكل نقطة x فيه تكون قيمة f(x) هي كثافة المادة عند x, وعليه يكون التكامل السطحي لـf على السطح S هو كتلة المادة لكل وحدة سماكة من S,بالطبع شريطة أن يكون السمك متناهي في النحافة.
تكمن إحدى الطرق في حساب التكامل السطحي بأن يتم تقسيم السطح إلى قطع صغيرة جدا بحيث يمكن فرض كل قطعة صغيرة ثابتة الكثافة ومن ثم تحسب الكتلة لوحدة السماكة في كل قطعة بضرب الكثافة بمساحة القطعة، وأخيرا تجمع القيم للحصول على الكتلة الكلية.
لإيجاد صيغة واضحة للتكامل السطحي ينبغي التفكير في نظام إحداثيات مناسب تماما مثل نظام احداثيات الطول والعرض على الكرة. ليكن نظام الاحداثيات المختار هو x(s, t), حيث (s, t) متغيرة في منطقة ما T في الاحداثيات الكارتيزية. حينئذ يعطى التكامل السطحي بالعلاقة:
{\displaystyle \int _{S}f\,dS=\iint _{T}f(\mathbf {x} (s,t))\left|{\partial \mathbf {x}  \over \partial s}\times {\partial \mathbf {x}  \over \partial t}\right|ds\,dt}
حيث ان التعبير بين العمودين على اليمين هو قيمة الضرب المتجهي للمشتقات الجزئية من x(s, t).
ولو رغبنا بحساب المساحة السطحية لجسم ذي دالة مثلا {\displaystyle z=f\,(x,y)}, فلدينا
{\displaystyle A=\int _{S}\,dS=\iint _{T}\left|{\partial \mathbf {r}  \over \partial x}\times {\partial \mathbf {r}  \over \partial y}\right|dx\,dy}
حيث {\displaystyle \mathbf {r} =(x,y,z)=(x,y,f(x,y))}. وعليه, {\displaystyle {\partial \mathbf {r}  \over \partial x}=(1,0,f_{x}(x,y))}, و{\displaystyle {\partial \mathbf {r}  \over \partial y}=(0,1,f_{y}(x,y))}. أي,
{\displaystyle {\begin{aligned}A&{}=\iint _{T}\left|\left(1,0,{\partial f \over \partial x}\right)\times \left(0,1,{\partial f \over \partial y}\right)\right|dx\,dy\\&{}=\iint _{T}\left|\left(-{\partial f \over \partial x},-{\partial f \over \partial y},1\right)\right|dx\,dy\\&{}=\iint _{T}{\sqrt {\left({\partial f \over \partial x}\right)^{2}+\left({\partial f \over \partial y}\right)^{2}+1}}\,\,dx\,dy\end{aligned}}}
وهي الصيغة الشهيرة التي نستخدمها لإيجاد المساحة السطحية لجسم له دالة. لاحظ أن الصيغ السابقة يعمل بها في الاسطح ثلاثية الأبعاد فقط بسبب وجود الضرب المتجهي.

## التكامل السطحي للمجالات المتجهة

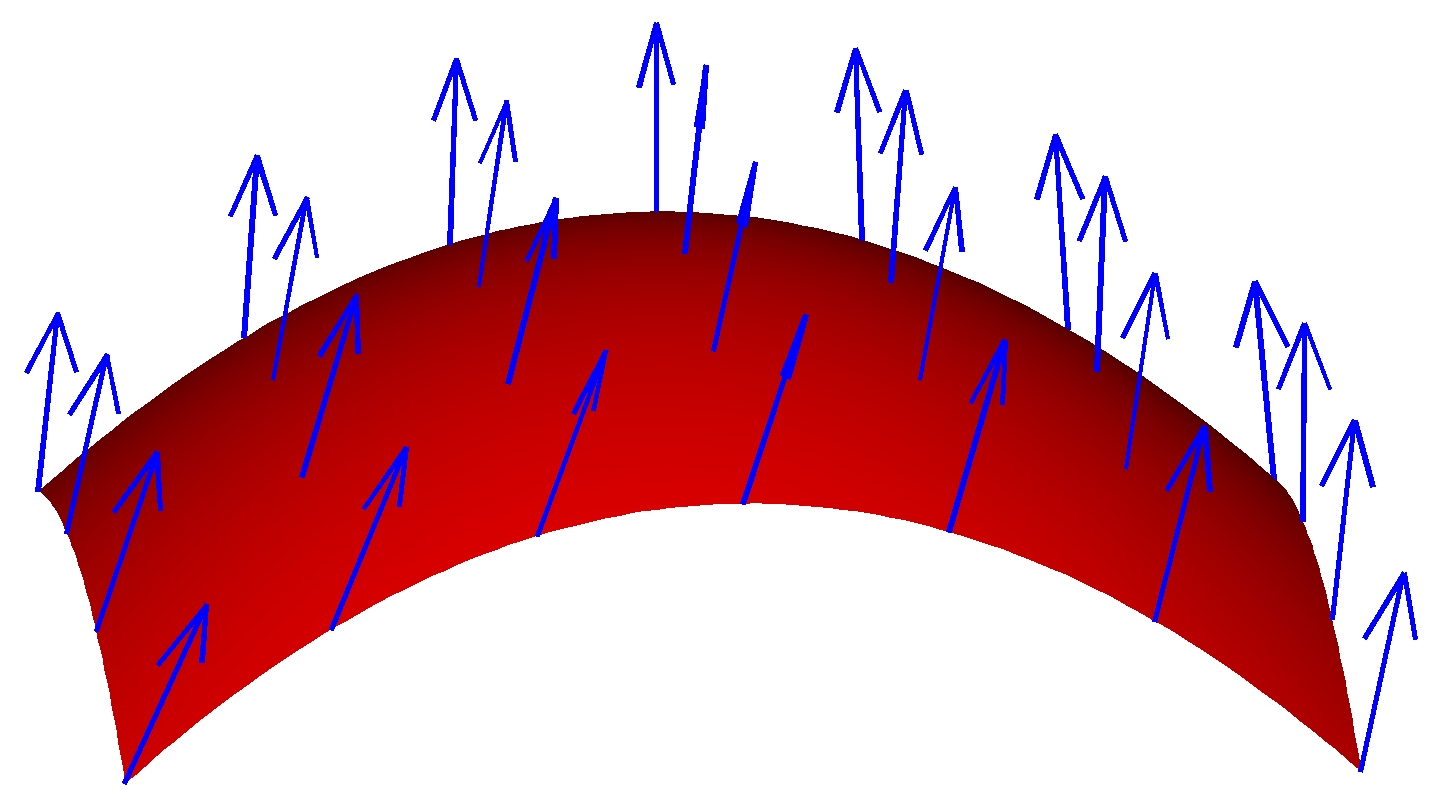
مجال متجه لسطح.

ليكن المجال المتجة v على S, بمعنى أنه لكل x في S, يكون (v(x متجه. تصور أن لدينا مائع يمر خلال S, بحيث يكون v(x) تعطينا سرعة المائع عند x. يعرف الفيض على أنه كمية المائع المار في S بكمية وحدة زمنية.
يقتضي التوضيح أنه إذا كان المجال المتجه مماسا لـS عند كل نقطة، يصبح الفيض صفرا، لأن المائع يسري بشكل موازي لـ S, وليس داخلا ولا خارجا. وكذلك يقتضي أنه لوكان v يسري بشكل مائل (مماسي وعمودي) فإن المركبة العمودية فقط هي التي تشارك في الفيض. ولإيجاد الفيض بناء على هذا السبب، يجب أن نأخذ الضرب القياسي لـv مع وحدة العمودي على السطح لـS عند كل نقطة، والتي ستعطينا مجال قياسي، ونكامل المجال المحصل كما في الأعلى. نجد الصيغة:
{\displaystyle \int _{S}{\mathbf {v} }\cdot \,d{\mathbf {S} }=\int _{S}({\mathbf {v} }\cdot {\mathbf {n} })\,dS=\iint _{T}{\mathbf {v} }(\mathbf {x} (s,t))\cdot \left({\partial \mathbf {x}  \over \partial s}\times {\partial \mathbf {x}  \over \partial t}\right)ds\,dt.}
الضرب المتجهي على الطرف الأيمن من التعبير هو العمودي على السطح بعد نقل الاحداثيات.
تعرف هذه الصيغة بأنها تكامل مجال المتجه v على S.